# Estudio Op. 25, n.º 12 (Chopin)

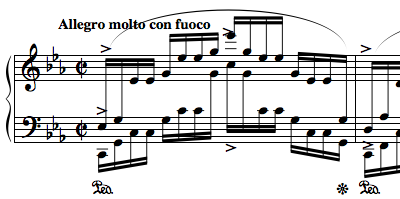
Comienzo del Estudio Op. 25 n.º 12 "Océano".

El Estudio Op. 25 n.º 12 en Do menor fue compuesto por Fryderyk Chopin y está dedicado a la Condesa d'Agoult (à Mme. la Comtesse d'Agoult). Perteneciente al Opus 25, compuesto entre 1835 y 1837, es el último de sus estudios con número de Opus. Es conocido también como Océano o L'océan y fue publicado por primera vez en 1837 en francés, inglés y alemán. En la primera edición francesa estaba en compás de 4/4, aunque la mayoría de ediciones modernas siguen las publicaciones inglesa y alemana, con un tiempo 2/2, como se ve en la imagen.

## Estructura
El Estudio Op. 25 n.º 12 es una serie de arpegios ascendentes y descendentes en varias progresiones de acordes de Do menor. Además, los compases iniciales recuerdan a los acordes del principio del segundo preludio del primer libro del Clave bien temperado. 
Toda la obra, excepto el final, consiste en arpegios de semicorcheas que se extienden a lo largo de una gran parte del teclado, incluso dentro de un solo compás. El tema inicial se expone continuamente y cambia a muchas claves distintas. En el clímax se resuelve en Do mayor y la pieza termina con un amplio arpegio que ocupa cinco octavas. 